# Disceliaceae
Disceliaceae é uma família monotípica de musgos (Bryophyta) da ordem Funariales cujo único género integrante é Discelium, o qual também contém como uma única espécie validamente descrita a espécie Discelium nudum, com distribuição natural esparsa na regiões de clima temperado e frio do holoártico.